# Naralu! De uve sese
Naralu! De uve sese è il primo album ufficiale dei Kenze Neke, pubblicato nel 1992.

## Il disco
Rispetto al demo tape precedente si vede una maturazione sonora del gruppo grazie all'utilizzo di chitarre pulite e, talvolta con l'uso delle chitarre acustiche, e all'ingresso di nuovi componenti: Massi Circelli alla chitarra solista, Massimo Loriga al sax e all'armonica e Stefano Ferrando alla batteria e voce. Con questo nuovo stile rock, i Kenze Neke riarrangiano 4 vecchi pezzi: Zente, Amerikanos..., bette monkey e kenze neke.
Nel 2005 i Kenze Neke rimasterizzano il cd aggiungendo M'Agradat e Passu Torrau. Collaborano alla realizzazione del cd Antonietta Carta, Donatella Sechi (voci in Zente e Non d'isco), i Tenores di Siniscola, Claudio Roccia (Basso in M'Agradat e Non d'isco), che poi sostituirà Toni Carta al basso a partire dal 1993.

### Tracce
1. Zente
2. Manicu de marrone
3. Ass'Andira
4. Amerikanos a balla ki bos bokene
5. Bette monkey(nuova versione)
6. M'Agradat
7. Non d'isco(nuova versione)
8. Non ti kerjo
9. Kenze Neke(dedicata a Michele Schirru)
10. Ke a sos bascos e ke a sos irlandesos
11. Passu Torrau

### Tracce nella prima versione
1. Zente
2. Manicu de marrone
3. Ass'Andira
4. Amerikanos a balla ki bos bokene
5. Bette monkey
6. Non d'isco
7. Non ti kerjo
8. Kenze Neke
9. Ke a sos bascos e ke a sos irlandesos

## Formazione
- Enzo Saporito: Voce e chitarra;
- Massi Circelli: Chitarra solista e cori;
- Toni Carta: Basso e cori;
- Massimo Loriga: Sax e armonica a bocca;
- Sandro Usai: Batteria;
- Stefano Ferrando: Batteria e voce;